# Mariä Himmelfahrt (Bayerbach)

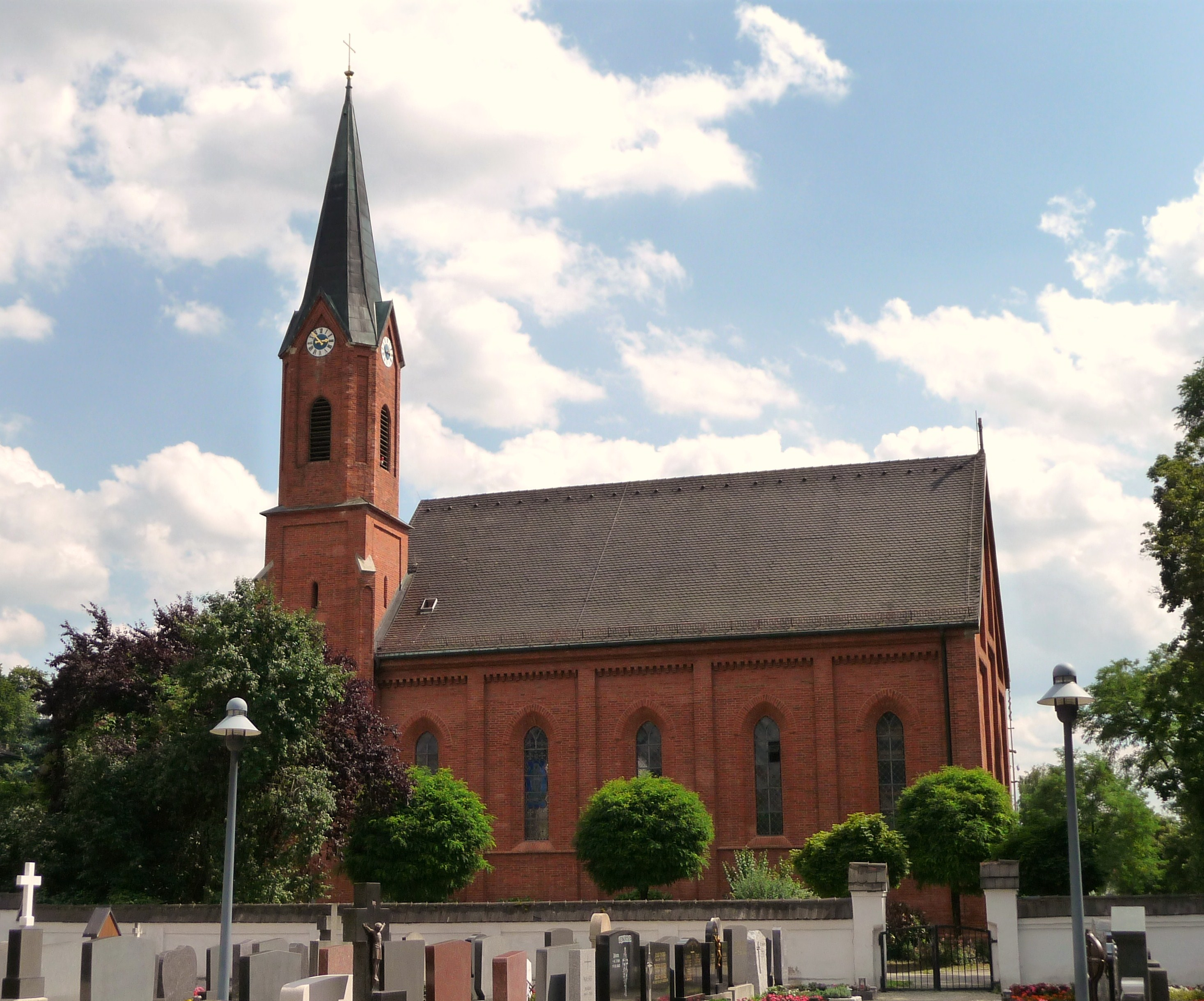
Außenansicht der Pfarrkirche Mariä Himmelfahrt von Norden

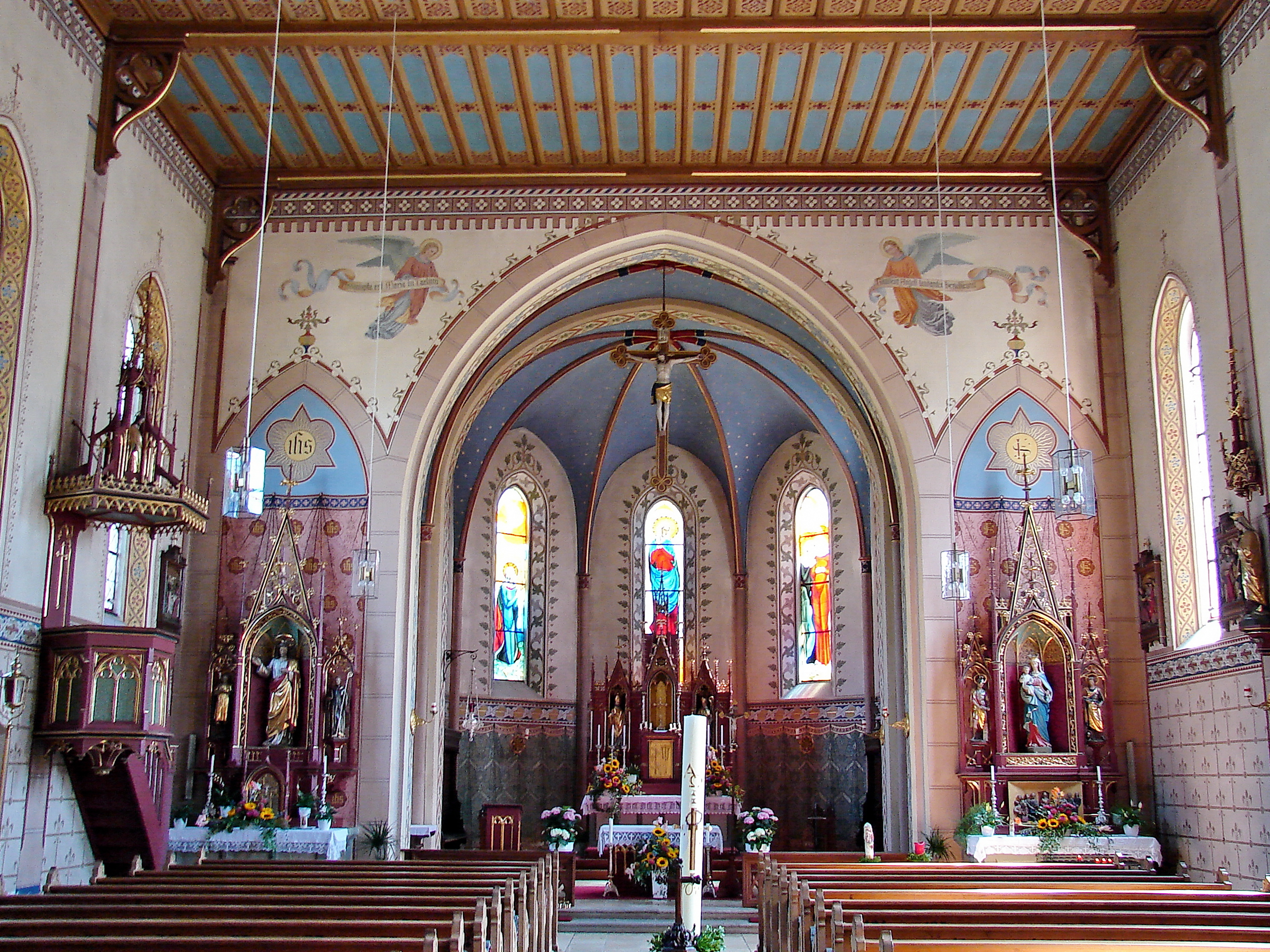
Innenraum

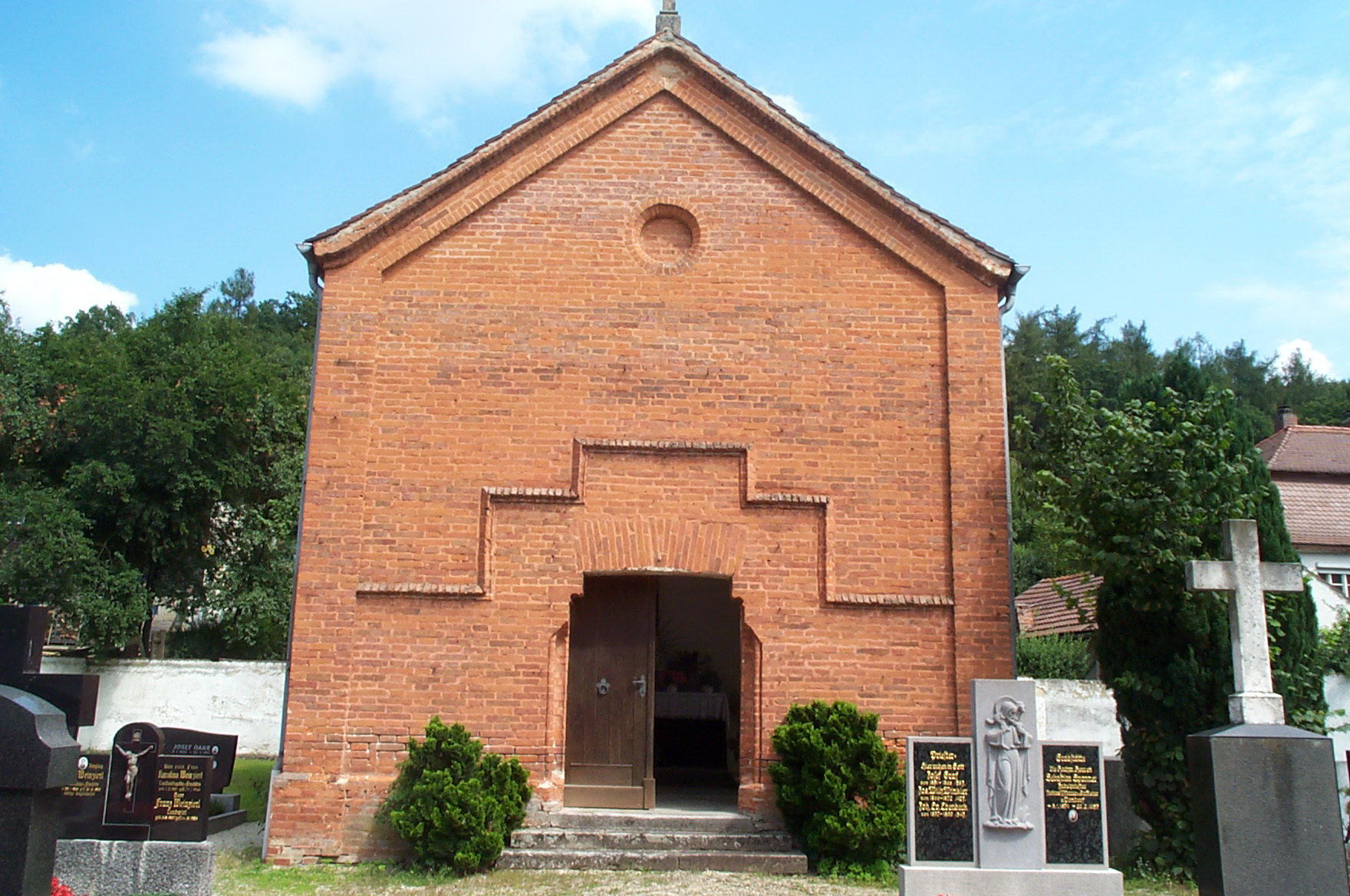
Friedhofskapelle

Die römisch-katholische Pfarrkirche Mariä Himmelfahrt in Bayerbach bei Ergoldsbach, einem Dorf im niederbayerischen Landkreis Landshut, ist ein neugotischer Saalbau, der in den Jahren 1865/66 von Maurermeister Mathias Dendl aus Postau errichtet und am 6. Dezember 1866 benediziert wurde. Das Gotteshaus ist als Baudenkmal mit der Nummer D-2-74-119-1 beim Bayerischen Landesamt für Denkmalpflege eingetragen. Die Pfarrei Bayerbach bildet seit einigen Jahren eine Pfarreiengemeinschaft mit der Pfarrei St. Peter und Paul in Ergoldsbach.

## Lage und Umgebung
Die Pfarrkirche Mariä Himmelfahrt liegt am nördlichen Ortsrand von Bayerbach im Tal des Bayerbacher Baches. Nördlich des Gotteshauses befindet sich der Dorffriedhof. Die Friedhofskapelle wurde gleichzeitig mit der Pfarrkirche im Jahr 1867 errichtet. Auch stilistisch ist sie ähnlich ausgeführt, als Blankziegelbau mit Satteldach.

## Beschreibung

### Architektur
Die stattliche, nach Osten ausgerichtete Kirche, ein neugotischer Blankziegelbau, umfasst ein hohes, sattelgedecktes Langhaus zu fünf Jochen sowie einen etwas niedrigeren, zweijochigen Chor mit dreiseitigem Schluss. An diesen ist auf der Südseite eine zweigeschossige Sakristei mit Quersatteldach und auf der Nordseite ein sogenannter Chorflankenturm angebaut. Letzterer ist über quadratischem Grundriss erbaut, besitzt Eckstreben und verjüngt sich noch unterhalb der Firsthöhe des Langhauses mittels eines Gesimses zu einem Schaft mit gefasten Kanten, der nach allen vier Seiten je eine spitzbogige Schallöffnung und eine Turmuhr besitzt. Vier Dreiecksgiebel vermitteln den Übergang zu dem achtseitigen Spitzhelm mit Turmkugel und Kreuz.
Des Weiteren ist der Außenbau durch spitzbogige Fensteröffnungen, Lisenen am Langhaus, Strebepfeiler am Chor sowie durch einen Dachfries – am Langhaus wie auch am Chor – gegliedert. Der Zugang zum Kircheninneren erfolgt durch zwei Portale: eines mittig auf der Westseite, ein weiteres mit kleinem Vorbau auf der Südseite im zweiten Joch von Westen. Der reich mit Wand- und Deckenmalereien verzierte Innenraum wird im Langhaus von einer Flachdecke, im Presbyterium von einer Spitztonne überspannt. Der Chorbogen ist ebenfalls spitz ausgeführt; drei Fenster im Chorraum weisen Glasmalereien auf. Im rückwärtigen Langhausjoch ist eine Doppelempore mit kassettierten Brüstungen eingezogen.
Die Orgel stammt aus dem Jahr 1895 von Orgelbauer Franz Borgias Maerz (München) und weist 12 Register auf.

### Ausstattung
Die Ausstattung der Kirche entspricht dem Zeitgeschmack des Historismus; sie ist wie der Bau im neugotischen oder im Nazarenerstil ausgeführt.